# Tournoi des États-Unis de rugby à sept 2014
Navigation
2013 2015
Le Tournoi des États-Unis de rugby à sept 2014 est la quatrième étape de la saison 2013-2014 de l'IRB Sevens World Series. Elle se déroule sur trois jours les 24, 25 et 26 janvier 2014 au Sam Boyd Stadium à Las Vegas, aux États-Unis. L'Afrique du sud gagne le tournoi en battant en finale la Nouvelle-Zélande sur le score de 14 à 7.

## Équipes participantes
Seize équipes participent au tournoi (quinze équipes qualifiées d'office plus une invitée) :
- Afrique du Sud
- Angleterre
- Argentine
- Australie
- Canada
- Écosse
- Espagne
- États-Unis
- France
- Fidji
- Pays de Galles
- Kenya
- Nouvelle-Zélande
- Portugal
- Samoa
- Uruguay (invitée)

## Phase de poules

### Poule A
| Rang | Pays           | J | V | N | D | Pm | Pe | Diff | Pts |
| ---- | -------------- | - | - | - | - | -- | -- | ---- | --- |
| 1    | Afrique du Sud | 3 | 3 | 0 | 0 | 91 | 7  | +84  | 9   |
| 2    | Canada         | 3 | 2 | 0 | 1 | 38 | 63 | -25  | 7   |
| 3    | Kenya          | 3 | 1 | 0 | 2 | 43 | 53 | -10  | 5   |
| 4    | Pays de Galles | 3 | 0 | 0 | 3 | 36 | 85 | -49  | 3   |

| 24 janvier 2014 16 h 00 UTC−08:00 | Afrique du Sud | 43 - 0 | Pays de Galles | Sam Boyd Stadium, Las Vegas |
| 24 janvier 2014 16 h 00 UTC−08:00 |                |        |                | Sam Boyd Stadium, Las Vegas |
| 24 janvier 2014 16 h 00 UTC−08:00 |                |        |                | Sam Boyd Stadium, Las Vegas |

| 24 janvier 2014 16 h 22 UTC−08:00 | Kenya | 15 - 17 | Canada | Sam Boyd Stadium, Las Vegas |
| 24 janvier 2014 16 h 22 UTC−08:00 |       |         |        | Sam Boyd Stadium, Las Vegas |
| 24 janvier 2014 16 h 22 UTC−08:00 |       |         |        | Sam Boyd Stadium, Las Vegas |

| 24 janvier 2014 18 h 56 UTC−08:00 | Afrique du Sud | 29 - 0 | Canada | Sam Boyd Stadium, Las Vegas |
| 24 janvier 2014 18 h 56 UTC−08:00 |                |        |        | Sam Boyd Stadium, Las Vegas |
| 24 janvier 2014 18 h 56 UTC−08:00 |                |        |        | Sam Boyd Stadium, Las Vegas |

| 24 janvier 2014 19 h 18 UTC−08:00 | Kenya | 21 - 17 | Pays de Galles | Sam Boyd Stadium, Las Vegas |
| 24 janvier 2014 19 h 18 UTC−08:00 |       |         |                | Sam Boyd Stadium, Las Vegas |
| 24 janvier 2014 19 h 18 UTC−08:00 |       |         |                | Sam Boyd Stadium, Las Vegas |

| 25 janvier 2014 12 h 00 UTC−08:00 | Pays de Galles | 19 - 21 | Canada | Sam Boyd Stadium, Las Vegas |
| 25 janvier 2014 12 h 00 UTC−08:00 |                |         |        | Sam Boyd Stadium, Las Vegas |
| 25 janvier 2014 12 h 00 UTC−08:00 |                |         |        | Sam Boyd Stadium, Las Vegas |

| 25 janvier 2014 14 h 12 UTC−08:00 | Afrique du Sud | 19 - 7 | Kenya | Sam Boyd Stadium, Las Vegas |
| 25 janvier 2014 14 h 12 UTC−08:00 |                |        |       | Sam Boyd Stadium, Las Vegas |
| 25 janvier 2014 14 h 12 UTC−08:00 |                |        |       | Sam Boyd Stadium, Las Vegas |

### Poule B
| Rang | Pays             | J | V | N | D | Pm | Pe | Diff | Pts |
| ---- | ---------------- | - | - | - | - | -- | -- | ---- | --- |
| 1    | Nouvelle-Zélande | 3 | 3 | 0 | 0 | 69 | 19 | +50  | 9   |
| 2    | Australie        | 3 | 2 | 0 | 1 | 55 | 59 | -4   | 7   |
| 3    | Fidji            | 3 | 1 | 0 | 2 | 52 | 34 | +18  | 5   |
| 4    | Écosse           | 3 | 0 | 0 | 3 | 12 | 76 | -64  | 3   |

| 24 janvier 2014 16 h 44 UTC−08:00 | Nouvelle-Zélande | 31 - 7 | Australie | Sam Boyd Stadium, Las Vegas |
| 24 janvier 2014 16 h 44 UTC−08:00 |                  |        |           | Sam Boyd Stadium, Las Vegas |
| 24 janvier 2014 16 h 44 UTC−08:00 |                  |        |           | Sam Boyd Stadium, Las Vegas |

| 24 janvier 2014 17 h 06 UTC−08:00 | Fidji | 24 - 0 | Écosse | Sam Boyd Stadium, Las Vegas |
| 24 janvier 2014 17 h 06 UTC−08:00 |       |        |        | Sam Boyd Stadium, Las Vegas |
| 24 janvier 2014 17 h 06 UTC−08:00 |       |        |        | Sam Boyd Stadium, Las Vegas |

| 24 janvier 2014 19 h 40 UTC−08:00 | Nouvelle-Zélande | 26 - 5 | Écosse | Sam Boyd Stadium, Las Vegas |
| 24 janvier 2014 19 h 40 UTC−08:00 |                  |        |        | Sam Boyd Stadium, Las Vegas |
| 24 janvier 2014 19 h 40 UTC−08:00 |                  |        |        | Sam Boyd Stadium, Las Vegas |

| 24 janvier 2014 20 h 02 UTC−08:00 | Fidji | 21 - 22 | Australie | Sam Boyd Stadium, Las Vegas |
| 24 janvier 2014 20 h 02 UTC−08:00 |       |         |           | Sam Boyd Stadium, Las Vegas |
| 24 janvier 2014 20 h 02 UTC−08:00 |       |         |           | Sam Boyd Stadium, Las Vegas |

| 25 janvier 2014 12 h 22 UTC−08:00 | Australie | 26 - 7 | Écosse | Sam Boyd Stadium, Las Vegas |
| 25 janvier 2014 12 h 22 UTC−08:00 |           |        |        | Sam Boyd Stadium, Las Vegas |
| 25 janvier 2014 12 h 22 UTC−08:00 |           |        |        | Sam Boyd Stadium, Las Vegas |

| 25 janvier 2014 13 h 50 UTC−08:00 | Nouvelle-Zélande | 12 - 7 | Fidji | Sam Boyd Stadium, Las Vegas |
| 25 janvier 2014 13 h 50 UTC−08:00 |                  |        |       | Sam Boyd Stadium, Las Vegas |
| 25 janvier 2014 13 h 50 UTC−08:00 |                  |        |       | Sam Boyd Stadium, Las Vegas |

### Poule C
| Rang | Pays       | J | V | N | D | Pm  | Pe | Diff | Pts |
| ---- | ---------- | - | - | - | - | --- | -- | ---- | --- |
| 1    | Samoa      | 3 | 3 | 0 | 0 | 74  | 31 | +43  | 9   |
| 2    | Angleterre | 3 | 2 | 0 | 1 | 116 | 27 | +89  | 7   |
| 3    | Portugal   | 3 | 1 | 0 | 2 | 19  | 94 | -75  | 5   |
| 4    | Uruguay    | 3 | 0 | 0 | 3 | 22  | 79 | -57  | 3   |

| 24 janvier 2014 17 h 28 UTC−08:00 | Samoa | 22 - 19 | Angleterre | Sam Boyd Stadium, Las Vegas |
| 24 janvier 2014 17 h 28 UTC−08:00 |       |         |            | Sam Boyd Stadium, Las Vegas |
| 24 janvier 2014 17 h 28 UTC−08:00 |       |         |            | Sam Boyd Stadium, Las Vegas |

| 24 janvier 2014 17 h 50 UTC−08:00 | Portugal | 19 - 5 | Uruguay | Sam Boyd Stadium, Las Vegas |
| 24 janvier 2014 17 h 50 UTC−08:00 |          |        |         | Sam Boyd Stadium, Las Vegas |
| 24 janvier 2014 17 h 50 UTC−08:00 |          |        |         | Sam Boyd Stadium, Las Vegas |

| 24 janvier 2014 20 h 24 UTC−08:00 | Samoa | 17 - 12 | Uruguay | Sam Boyd Stadium, Las Vegas |
| 24 janvier 2014 20 h 24 UTC−08:00 |       |         |         | Sam Boyd Stadium, Las Vegas |
| 24 janvier 2014 20 h 24 UTC−08:00 |       |         |         | Sam Boyd Stadium, Las Vegas |

| 24 janvier 2014 20 h 46 UTC−08:00 | Portugal | 0 - 54 | Angleterre | Sam Boyd Stadium, Las Vegas |
| 24 janvier 2014 20 h 46 UTC−08:00 |          |        |            | Sam Boyd Stadium, Las Vegas |
| 24 janvier 2014 20 h 46 UTC−08:00 |          |        |            | Sam Boyd Stadium, Las Vegas |

| 25 janvier 2014 12 h 44 UTC−08:00 | Angleterre | 43 - 5 | Uruguay | Sam Boyd Stadium, Las Vegas |
| 25 janvier 2014 12 h 44 UTC−08:00 |            |        |         | Sam Boyd Stadium, Las Vegas |
| 25 janvier 2014 12 h 44 UTC−08:00 |            |        |         | Sam Boyd Stadium, Las Vegas |

| 25 janvier 2014 13 h 28 UTC−08:00 | Samoa | 35 - 0 | Portugal | Sam Boyd Stadium, Las Vegas |
| 25 janvier 2014 13 h 28 UTC−08:00 |       |        |          | Sam Boyd Stadium, Las Vegas |
| 25 janvier 2014 13 h 28 UTC−08:00 |       |        |          | Sam Boyd Stadium, Las Vegas |

### Poule D
| Rang | Pays       | J | V | N | D | Pm | Pe  | Diff | Pts |
| ---- | ---------- | - | - | - | - | -- | --- | ---- | --- |
| 1    | France     | 3 | 3 | 0 | 0 | 75 | 12  | +63  | 9   |
| 2    | Argentine  | 3 | 2 | 0 | 1 | 52 | 31  | +21  | 7   |
| 3    | États-Unis | 3 | 1 | 0 | 2 | 55 | 43  | +12  | 5   |
| 4    | Espagne    | 3 | 0 | 0 | 3 | 15 | 111 | -96  | 3   |

| 24 janvier 2014 18 h 12 UTC−08:00 | Argentine | 19 - 12 | États-Unis | Sam Boyd Stadium, Las Vegas |
| 24 janvier 2014 18 h 12 UTC−08:00 |           |         |            | Sam Boyd Stadium, Las Vegas |
| 24 janvier 2014 18 h 12 UTC−08:00 |           |         |            | Sam Boyd Stadium, Las Vegas |

| 24 janvier 2014 18 h 34 UTC−08:00 | France | 47 - 0 | Espagne | Sam Boyd Stadium, Las Vegas |
| 24 janvier 2014 18 h 34 UTC−08:00 |        |        |         | Sam Boyd Stadium, Las Vegas |
| 24 janvier 2014 18 h 34 UTC−08:00 |        |        |         | Sam Boyd Stadium, Las Vegas |

| 24 janvier 2014 21 h 08 UTC−08:00 | Argentine | 33 - 5 | Espagne | Sam Boyd Stadium, Las Vegas |
| 24 janvier 2014 21 h 08 UTC−08:00 |           |        |         | Sam Boyd Stadium, Las Vegas |
| 24 janvier 2014 21 h 08 UTC−08:00 |           |        |         | Sam Boyd Stadium, Las Vegas |

| 24 janvier 2014 21 h 30 UTC−08:00 | France | 14 - 12 | États-Unis | Sam Boyd Stadium, Las Vegas |
| 24 janvier 2014 21 h 30 UTC−08:00 |        |         |            | Sam Boyd Stadium, Las Vegas |
| 24 janvier 2014 21 h 30 UTC−08:00 |        |         |            | Sam Boyd Stadium, Las Vegas |

| 25 janvier 2014 13 h 06 UTC−08:00 | Argentine | 0 - 14 | France | Sam Boyd Stadium, Las Vegas |
| 25 janvier 2014 13 h 06 UTC−08:00 |           |        |        | Sam Boyd Stadium, Las Vegas |
| 25 janvier 2014 13 h 06 UTC−08:00 |           |        |        | Sam Boyd Stadium, Las Vegas |

| 25 janvier 2014 14 h 34 UTC−08:00 | États-Unis | 31 - 10 | Espagne | Sam Boyd Stadium, Las Vegas |
| 25 janvier 2014 14 h 34 UTC−08:00 |            |         |         | Sam Boyd Stadium, Las Vegas |
| 25 janvier 2014 14 h 34 UTC−08:00 |            |         |         | Sam Boyd Stadium, Las Vegas |

## Phase finale
Résultats de la phase finale.

### Tournois principaux

#### Cup
|  | Quarts de finale                  | Quarts de finale                  |                                   |                                   | Demi-finales                      | Demi-finales                      |    |  | Finale                            | Finale                            |
|  | Quarts de finale                  | Quarts de finale                  |                                   |                                   | Demi-finales                      | Demi-finales                      |    |  | Finale                            | Finale                            |
|  |                                   |                                   |                                   |                                   |                                   |                                   |    |  |                                   |                                   |
|  | 25 janvier 2014 17 h 52 UTC−08:00 | 25 janvier 2014 17 h 52 UTC−08:00 |                                   |                                   | 26 janvier 2014 17 h 52 UTC−08:00 | 26 janvier 2014 17 h 52 UTC−08:00 |    |  | 26 janvier 2014 14 h 25 UTC−08:00 | 26 janvier 2014 14 h 25 UTC−08:00 |
|  | 25 janvier 2014 17 h 52 UTC−08:00 | 25 janvier 2014 17 h 52 UTC−08:00 |                                   |                                   | 26 janvier 2014 17 h 52 UTC−08:00 | 26 janvier 2014 17 h 52 UTC−08:00 |    |  | 26 janvier 2014 14 h 25 UTC−08:00 | 26 janvier 2014 14 h 25 UTC−08:00 |
|  | Afrique du Sud                    | 36                                |                                   |                                   | 26 janvier 2014 17 h 52 UTC−08:00 | 26 janvier 2014 17 h 52 UTC−08:00 |    |  | 26 janvier 2014 14 h 25 UTC−08:00 | 26 janvier 2014 14 h 25 UTC−08:00 |
|  | Afrique du Sud                    | 36                                |                                   |                                   | 26 janvier 2014 17 h 52 UTC−08:00 | 26 janvier 2014 17 h 52 UTC−08:00 |    |  | 26 janvier 2014 14 h 25 UTC−08:00 | 26 janvier 2014 14 h 25 UTC−08:00 |
|  | Argentine                         | 0                                 |                                   |                                   | 26 janvier 2014 17 h 52 UTC−08:00 | 26 janvier 2014 17 h 52 UTC−08:00 |    |  | 26 janvier 2014 14 h 25 UTC−08:00 | 26 janvier 2014 14 h 25 UTC−08:00 |
|  | Argentine                         | 0                                 | Afrique du Sud                    | 14                                |                                   |                                   |    |  | 26 janvier 2014 14 h 25 UTC−08:00 | 26 janvier 2014 14 h 25 UTC−08:00 |
|  | 25 janvier 2014 18 h 14 UTC−08:00 |                                   | Afrique du Sud                    | 14                                |                                   |                                   |    |  | 26 janvier 2014 14 h 25 UTC−08:00 | 26 janvier 2014 14 h 25 UTC−08:00 |
|  |                                   | Samoa                             | 0                                 |                                   |                                   |                                   |    |  | 26 janvier 2014 14 h 25 UTC−08:00 | 26 janvier 2014 14 h 25 UTC−08:00 |
|  | Samoa                             | Samoa                             | 0                                 | 12                                |                                   |                                   |    |  | 26 janvier 2014 14 h 25 UTC−08:00 | 26 janvier 2014 14 h 25 UTC−08:00 |
|  | Samoa                             |                                   |                                   | 12                                |                                   |                                   |    |  | 26 janvier 2014 14 h 25 UTC−08:00 | 26 janvier 2014 14 h 25 UTC−08:00 |
|  | Australie                         | 10                                |                                   |                                   |                                   |                                   |    |  | 26 janvier 2014 14 h 25 UTC−08:00 | 26 janvier 2014 14 h 25 UTC−08:00 |
|  | Australie                         | 10                                | Afrique du Sud                    | 14                                |                                   |                                   |    |  |                                   |                                   |
|  | 25 janvier 2014 18 h 36 UTC−08:00 |                                   | Afrique du Sud                    | 14                                |                                   |                                   |    |  |                                   |                                   |
|  |                                   | Nouvelle-Zélande                  | 7                                 |                                   |                                   |                                   |    |  |                                   |                                   |
|  | France                            | Nouvelle-Zélande                  | 7                                 | 14                                |                                   |                                   |    |  |                                   |                                   |
|  | France                            | 26 janvier 2014 17 h 52 UTC−08:00 |                                   | 14                                |                                   |                                   |    |  |                                   |                                   |
|  | Canada                            | 17                                |                                   |                                   |                                   |                                   |    |  |                                   |                                   |
|  | Canada                            | 17                                | Canada                            | 7                                 |                                   |                                   |    |  |                                   |                                   |
|  | 25 janvier 2014 18 h 58 UTC−08:00 | 25 janvier 2014 18 h 58 UTC−08:00 | Canada                            | 7                                 | Match pour la 3e place            | Match pour la 3e place            |    |  |                                   |                                   |
|  | 25 janvier 2014 18 h 58 UTC−08:00 | 25 janvier 2014 18 h 58 UTC−08:00 |                                   | Nouvelle-Zélande                  | Match pour la 3e place            | Match pour la 3e place            | 26 |  |                                   |                                   |
|  | Nouvelle-Zélande                  | 24                                | 26 janvier 2014 14 h 00 UTC−08:00 | 26 janvier 2014 14 h 00 UTC−08:00 |                                   |                                   | 26 |  |                                   |                                   |
|  | Nouvelle-Zélande                  | 24                                | 26 janvier 2014 14 h 00 UTC−08:00 | 26 janvier 2014 14 h 00 UTC−08:00 |                                   |                                   |    |  |                                   |                                   |
|  | Angleterre                        | 7                                 |                                   | Samoa                             | 19                                |                                   |    |  |                                   |                                   |
|  | Angleterre                        | 7                                 |                                   | Samoa                             | 19                                |                                   |    |  |                                   |                                   |
|  |                                   |                                   |                                   |                                   |                                   |                                   |    |  | Canada                            | 22                                |
|  |                                   |                                   |                                   |                                   |                                   |                                   |    |  | Canada                            | 22                                |

#### Bowl
|  | Quarts de finale                  | Quarts de finale                  |                |    | Demi-finales                      | Demi-finales                      |  |  | Finale                            | Finale                            |
|  | Quarts de finale                  | Quarts de finale                  |                |    | Demi-finales                      | Demi-finales                      |  |  | Finale                            | Finale                            |
|  |                                   |                                   |                |    |                                   |                                   |  |  |                                   |                                   |
|  | 25 janvier 2014 16 h 24 UTC−08:00 | 25 janvier 2014 16 h 24 UTC−08:00 |                |    | 26 janvier 2014 11 h 32 UTC−08:00 | 26 janvier 2014 11 h 32 UTC−08:00 |  |  | 26 janvier 2014 13 h 10 UTC−08:00 | 26 janvier 2014 13 h 10 UTC−08:00 |
|  | 25 janvier 2014 16 h 24 UTC−08:00 | 25 janvier 2014 16 h 24 UTC−08:00 |                |    | 26 janvier 2014 11 h 32 UTC−08:00 | 26 janvier 2014 11 h 32 UTC−08:00 |  |  | 26 janvier 2014 13 h 10 UTC−08:00 | 26 janvier 2014 13 h 10 UTC−08:00 |
|  | Kenya                             | 24                                |                |    | 26 janvier 2014 11 h 32 UTC−08:00 | 26 janvier 2014 11 h 32 UTC−08:00 |  |  | 26 janvier 2014 13 h 10 UTC−08:00 | 26 janvier 2014 13 h 10 UTC−08:00 |
|  | Kenya                             | 24                                |                |    | 26 janvier 2014 11 h 32 UTC−08:00 | 26 janvier 2014 11 h 32 UTC−08:00 |  |  | 26 janvier 2014 13 h 10 UTC−08:00 | 26 janvier 2014 13 h 10 UTC−08:00 |
|  | Espagne                           | 0                                 |                |    | 26 janvier 2014 11 h 32 UTC−08:00 | 26 janvier 2014 11 h 32 UTC−08:00 |  |  | 26 janvier 2014 13 h 10 UTC−08:00 | 26 janvier 2014 13 h 10 UTC−08:00 |
|  | Espagne                           | 0                                 | Kenya          | 21 |                                   |                                   |  |  | 26 janvier 2014 13 h 10 UTC−08:00 | 26 janvier 2014 13 h 10 UTC−08:00 |
|  | 25 janvier 2014 16 h 46 UTC−08:00 |                                   | Kenya          | 21 |                                   |                                   |  |  | 26 janvier 2014 13 h 10 UTC−08:00 | 26 janvier 2014 13 h 10 UTC−08:00 |
|  |                                   | Écosse                            | 7              |    |                                   |                                   |  |  | 26 janvier 2014 13 h 10 UTC−08:00 | 26 janvier 2014 13 h 10 UTC−08:00 |
|  | Portugal                          | Écosse                            | 7              | 7  |                                   |                                   |  |  | 26 janvier 2014 13 h 10 UTC−08:00 | 26 janvier 2014 13 h 10 UTC−08:00 |
|  | Portugal                          |                                   |                | 7  |                                   |                                   |  |  | 26 janvier 2014 13 h 10 UTC−08:00 | 26 janvier 2014 13 h 10 UTC−08:00 |
|  | Écosse                            | 31                                |                |    |                                   |                                   |  |  | 26 janvier 2014 13 h 10 UTC−08:00 | 26 janvier 2014 13 h 10 UTC−08:00 |
|  | Écosse                            | 31                                | Kenya          | 0  |                                   |                                   |  |  |                                   |                                   |
|  | 25 janvier 2014 17 h 08 UTC−08:00 |                                   | Kenya          | 0  |                                   |                                   |  |  |                                   |                                   |
|  |                                   | Fidji                             | 35             |    |                                   |                                   |  |  |                                   |                                   |
|  | États-Unis                        | Fidji                             | 35             | 7  |                                   |                                   |  |  |                                   |                                   |
|  | États-Unis                        | 26 janvier 2014 11 h 54 UTC−08:00 |                | 7  |                                   |                                   |  |  |                                   |                                   |
|  | Pays de Galles                    | 12                                |                |    |                                   |                                   |  |  |                                   |                                   |
|  | Pays de Galles                    | 12                                | Pays de Galles | 12 |                                   |                                   |  |  |                                   |                                   |
|  | 25 janvier 2014 17 h 30 UTC−08:00 |                                   | Pays de Galles | 12 |                                   |                                   |  |  |                                   |                                   |
|  |                                   | Fidji                             | 40             |    |                                   |                                   |  |  |                                   |                                   |
|  | Fidji                             | Fidji                             | 40             | 38 |                                   |                                   |  |  |                                   |                                   |
|  | Fidji                             |                                   |                | 38 |                                   |                                   |  |  |                                   |                                   |
|  | Uruguay                           | 14                                |                |    |                                   |                                   |  |  |                                   |                                   |
|  | Uruguay                           | 14                                |                |    |                                   |                                   |  |  |                                   |                                   |

### Matchs de classement

#### Plate
|  | Demi-finales                      | Demi-finales                      |           |    | Finale                            | Finale                            |
|  | Demi-finales                      | Demi-finales                      |           |    | Finale                            | Finale                            |
|  |                                   |                                   |           |    |                                   |                                   |
|  | 26 janvier 2014 10 h 48 UTC−08:00 | 26 janvier 2014 10 h 48 UTC−08:00 |           |    | 26 janvier 2014 13 h 35 UTC−08:00 | 26 janvier 2014 13 h 35 UTC−08:00 |
|  | 26 janvier 2014 10 h 48 UTC−08:00 | 26 janvier 2014 10 h 48 UTC−08:00 |           |    | 26 janvier 2014 13 h 35 UTC−08:00 | 26 janvier 2014 13 h 35 UTC−08:00 |
|  | Argentine                         | 19                                |           |    | 26 janvier 2014 13 h 35 UTC−08:00 | 26 janvier 2014 13 h 35 UTC−08:00 |
|  | Argentine                         | 19                                |           |    | 26 janvier 2014 13 h 35 UTC−08:00 | 26 janvier 2014 13 h 35 UTC−08:00 |
|  | Australie                         | 24                                |           |    | 26 janvier 2014 13 h 35 UTC−08:00 | 26 janvier 2014 13 h 35 UTC−08:00 |
|  | Australie                         | 24                                | Australie | 24 |                                   |                                   |
|  | 26 janvier 2014 11 h 10 UTC−08:00 |                                   | Australie | 24 |                                   |                                   |
|  |                                   | Angleterre                        | 26        |    |                                   |                                   |
|  | France                            | Angleterre                        | 26        | 12 |                                   |                                   |
|  | France                            |                                   |           | 12 |                                   |                                   |
|  | Angleterre                        | 21                                |           |    |                                   |                                   |
|  | Angleterre                        | 21                                |           |    |                                   |                                   |

#### Shield
|  | Demi-finales                     | Demi-finales                     |         |    | Finale                            | Finale                            |
|  | Demi-finales                     | Demi-finales                     |         |    | Finale                            | Finale                            |
|  |                                  |                                  |         |    |                                   |                                   |
|  | 26 janvier 2014 9 h 20 UTC−08:00 | 26 janvier 2014 9 h 20 UTC−08:00 |         |    | 26 janvier 2014 12 h 45 UTC−08:00 | 26 janvier 2014 12 h 45 UTC−08:00 |
|  | 26 janvier 2014 9 h 20 UTC−08:00 | 26 janvier 2014 9 h 20 UTC−08:00 |         |    | 26 janvier 2014 12 h 45 UTC−08:00 | 26 janvier 2014 12 h 45 UTC−08:00 |
|  | Espagne                          | 19                               |         |    | 26 janvier 2014 12 h 45 UTC−08:00 | 26 janvier 2014 12 h 45 UTC−08:00 |
|  | Espagne                          | 19                               |         |    | 26 janvier 2014 12 h 45 UTC−08:00 | 26 janvier 2014 12 h 45 UTC−08:00 |
|  | Portugal                         | 12                               |         |    | 26 janvier 2014 12 h 45 UTC−08:00 | 26 janvier 2014 12 h 45 UTC−08:00 |
|  | Portugal                         | 12                               | Espagne | 0  |                                   |                                   |
|  | 26 janvier 2014 9 h 42 UTC−08:00 |                                  | Espagne | 0  |                                   |                                   |
|  |                                  | États-Unis                       | 31      |    |                                   |                                   |
|  | États-Unis                       | États-Unis                       | 31      | 28 |                                   |                                   |
|  | États-Unis                       |                                  |         | 28 |                                   |                                   |
|  | Uruguay                          | 14                               |         |    |                                   |                                   |
|  | Uruguay                          | 14                               |         |    |                                   |                                   |

## Bilan
Statistiques sportives
- Meilleur marqueur du tournoi : Cameron Clark ( Nouvelle-Zélande) avec 48 points[4]
- Meilleur marqueur d'essais du tournoi : Seabelo Senatla ( Afrique du Sud) avec 6 essais[4]